# Neftchala (quận)
Neftchala (tiếng Azerbaijan:Neftçala) là một quận thuộc Azerbaijan. Dân số thời điểm năm 2012 là 71480 người.